# Lijst van schaatsrecords kleine vierkamp vrouwen (junioren)
Dit is een overzicht van de ontwikkeling van de schaatsrecords op de kleine vierkamp vrouwen (junioren).
De kleine vierkamp is een benaming voor een reeks van afstanden (500, 1500, 3000 en 5000 meter) binnen een aantal dagen, meestal een weekend. De tijden op deze afstanden worden omgerekend naar 500 meter en de som van deze tijden is het puntentotaal. De kleine vierkamp wordt door junioren vrouwen doorgaans niet verreden tijdens junioren-kampioenschappen.

## Ontwikkeling wereldrecord kleine vierkamp
| Nr. | Naam              | Land     | Tijd    | Datum         | Baan    |
| --- | ----------------- | -------- | ------- | ------------- | ------- |
| 1.  | Martina Sáblíková | Tsjechië | 161,252 | 19 maart 2006 | Calgary |